# Hofbeer

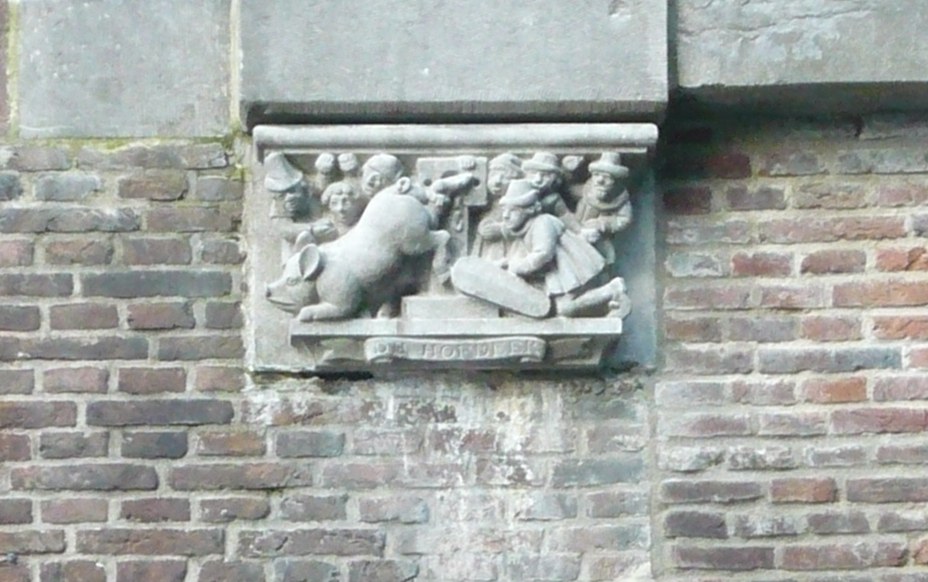
Lantaarnconsole De Hofbeer.

De zending van de Hofbeer was een oud gebruik in het huidige Nederland. De stad Utrecht was daarin verplicht ieder jaar aan het Hof van Holland/de Staten van Holland te Den Haag een vette beer (mannetjesvarken) te leveren tijdens Sint-Maarten.
De oudste vermelding rond een levering van een varken dateert uit 1441. Aangekomen in Den Haag werd het varken op het Binnenhof via een ketting aan de paal gelegd. In de 17e eeuw wijzigde het gebruik en in 1625 werd het omgezet naar een jaarlijks betaling door Utrecht. Het "berengeld" schijnt tot 1730 betaald te zijn.
In de Utrechtse binnenstad is in een lantaarnconsole ter hoogte van de Stadhuisbrug de Hofbeer uitgebeeld door Kees  Groeneveld.